# توني هنري (لاعب كرة قدم)
توني هنري (بالإنجليزية: Tony Henry)‏ (26 نوفمبر 1957 في المملكة المتحدة - ) هو لاعب كرة قدم بريطاني في مركز الوسط. لعب مع أولدهام أثلتيك وبولتون واندررز وذا نيو سينتس وسانفريس هيروشيما وستوك سيتي وشروزبري تاون ومانشستر سيتي ونادي ويتون ألبيون.

## وصلات خارجية
- توني هنري (لاعب كرة قدم) على موقع قاعدة بيانات كرة القدم.إي يو (الإنجليزية)
- توني هنري (لاعب كرة قدم) على موقع عالم كرة القدم.نت (الإنجليزية)